# Lasiurus atratus
Lasiurus atratus là một loài động vật có vú trong họ Dơi muỗi, bộ Dơi. Loài này được Handley miêu tả năm 1996.